# Дафіна Зекірі
Дафіна Зекірі Нуши (нар. 1 квітня 1984 року у Приштині, СФРЮ) — косоварська композиторка оркестрової, камерної та хорової музики, що виконується в Європі та інших країнах.

## Життєпис
Дафіна Зекірі навчалася в консерваторії Пренка Якова в Приштині з 1997 по 2002 рік. Вона вивчала музичну композицію з Мехді Менгікі в  Приштинському університеті, закінчивши його у 2007 році. Магістерську роботу вона робила з Яною Андрєєвською в Університеті св. Кирила і Мефодія в Скоп'є та закінчила її в 2011 році.
У 2009 році вона заснувала організацію "«Косовські жінки в музиці», NEO MUSICA, і стала членом Комітету міжнародної честі Fondazione Adkins Chiti: Donne in Musica (член Міжнародної музичної ради, консультативного органу ЮНЕСКО).
Її роботи переважно інструментальні, починаючи з  Quasi Variazione  для фортепіано (2000),  Dialog  для скрипки і фортепіано (2001), і  Atmospheres  для флейти та фортепіано (2002). Вокальні композиції включають твори для  змішаного хору, такі як  My Mother , на текст Пашко Васа (2001),  Odisea  (2008), і  Atmospheres  для хору з оркестром (2005). Індивідуальні композиції включають  When You Come  для меццо-сопрано і фортепіано (2002), на текст Байрама Керімі, і  O Dismal Bird  для тенору і фортепіано (2009). Пізніші композиції з її часу в університеті в Скоп'є включають «Варіації для симфонічного оркестру» (2011),  Disappear  для соло альта (2011),  Memento  для скрипки і оркестру (2010),  Story of Mary  для актора, флейти, скрипки, гітари, і фортепіано (2010), і  All In  для флейти, гобоя, сопрано-саксофона і віолончелі (2009).
Її твори виконувалися на  Днях Македонського музичного фестивалю  у 2011 році та на Фестивалі DAM у Приштині у 2010 році. В 2010 році у Лондоні,  Dream  для соло скрипки (2007) була виконана під час Британського музейного проекту  Торгівля та подорож 1830—2030  у вересні, а інші роботи в Музичному залі Уілтона в жовтні. У 2009 році Atmospheres для Хору і оркестра виграла Theodore Front Prize від Міжнародного альянсу для жінок у музиці. На початку 2012 року нова робота, «Варіації для фортепіано» отримала другу премію на Косовському конкурсі композиторів фестивалю Шопена. На конкурсі, організованому Міністерством культури Косово у квітні 2012 року, її робота  Përreth  ( Навколо ) виграла приз у категорії камерної музики.
Відомими солістами та ансамблями, які виконували музику Зекірі, були Пітер Шеппард, Штеффен Шляєрмахер, Офелі Гайар, Жан-Жак Балет, Анн Моро, Анна Клетт, Геге Уолделанд, Віктор Мануель, Евангеліна Рейес Квартет, Вісар Куці, Нерітан Хіса, Лоренц Радовані, Маріса Хатібі, Аріан Пачо, Гєсім Белегу, Міалтин Жежа, Аніна Воерле, Біт Керманшах і струнний ансамбль музичної школи та академії Скоп'є.